# Scyllaridae
A Scyllaridae a felsőbbrendű rákok (Malacostraca) osztályának tízlábú rákok (Decapoda) rendjébe és az Achelata alrendághoz tartozó család. Sok ma is élő fajjal rendelkeznek.
Jellemző kinézettel rendelkeznek: két elülső csápjuk erősen nyúlt és lapos, páncéljuk jellemzően széles és a testüket átölelő. Sok fajuknak páncéljuk széle fűrészelt vagy sertés.
Ázsiában populáris a halászata és a fogyasztása sok területen.

## Rendszerezés
A családba az alábbi alcsaládok és nemek tartoznak:
Scyllarinae Latreille, 1825
- Acantharctus Holthuis, 2002
- Antarctus Holthuis, 2002
- Antipodarctus Holthuis, 2002
- Bathyarctus Holthuis, 2002
- Biarctus Holthuis, 2002
- Chelarctus Holthuis, 2002
- Crenarctus Holthuis, 2002
- Eduarctus Holthuis, 2002
- Galearctus Holthuis, 2002
- Gibbularctus Holthuis, 2002
- Petrarctus Holthuis, 2002
- Remiarctus Holthuis, 2002
- Scammarctus Holthuis, 2002
- Scyllarella Rathbun, 1935 (extinct)
- Scyllarus Fabricius, 1775

Arctidinae Holthuis, 1985
- Arctides Holthuis, 1960
- Scyllarides Gill, 1898

Ibacinae Holthuis, 1985
- Evibacus S. I. Smith, 1869
- Ibacus Leach, 1815
- Parribacus Dana, 1852

Theninae Holthuis, 1985
- Thenus Leach, 1815

incertae sedis
- Palibacus Förster, 1984 (extinct)

A négy alcsaládot már Holthuis választotta szét három morfológiai különbség alapján: A theninae és a scyllarinae második maxillipedjén vannak sörtés exopodok, míg az ibacinae és az arctidinae alcsalád tagjainak az első, második és harmadik maxillipedjén is vannak.

## Előfordulása
Megtalálhatóak fajai az Indonéz szigetvilágon, az Atlanti szigetvilágon, Afrika déli és délkeleti partszakaszain, valamint Észak-Amerika keleti partjain. Európában egyáltalán nincs. Itt sziklás partokon szinte mindenhol élnek, de sokkal több van olyan helyen, akol a part sziklás és az aljzat homokos. Jellemzően napközben sziklarepedések és üregek tetején pihennek csoportosan, éjjel szoktak élelemért kutatni.